# Arte drammatica

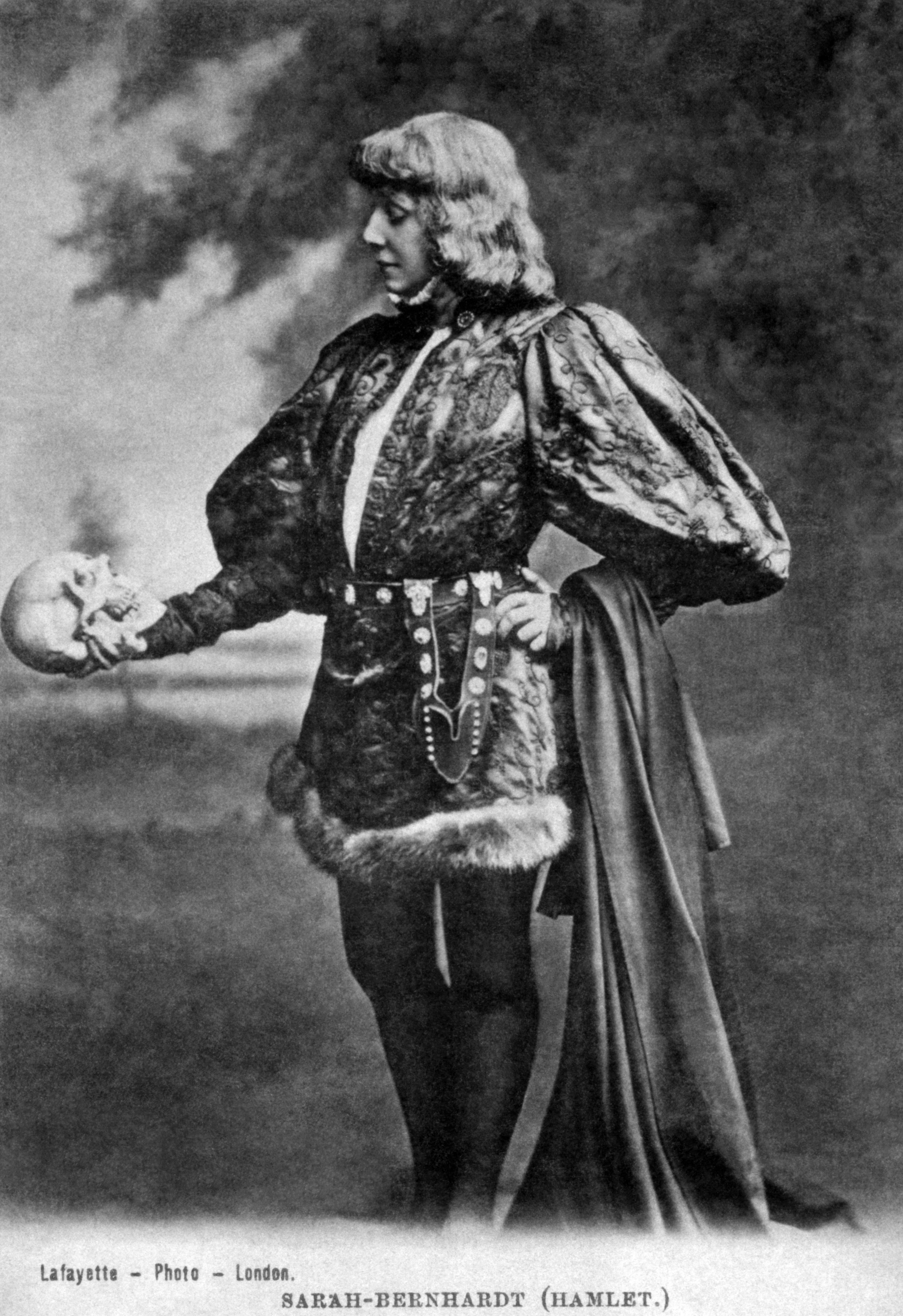
Attrice cinematografica francese Sarah Bernhardt nel ruolo di Amleto

L'arte drammatica è l'arte del recitare. Diffusa in tutto il mondo, è riconducibile alla cultura e al costume dei diversi popoli e delle differenti etnie. L'arte della recitazione si perde nella notte dei tempi.

## Origini
Il primo caso documentato di recitazione da parte di un attore risale al 530 a.C., probabilmente il 23 novembre (sebbene le modifiche nel calendario negli anni rendono difficile determinare la data esatta) quando l'attore greco Tespi salì sul palco al Teatro di Atene in occasione delle feste di Dioniso e divenne il primo a parlare come personaggio in una rappresentazione. Gli espedienti della narrazione furono immediatamente rivoluzionati. Prima della invenzione di Tespi, le storie venivano tramandate con poemi, musica e danza ma con narrazione in terza persona: nessuno aveva assunto la parte del personaggio della storia. In omaggio a Tespi, gli attori furono chiamati Tespiani. Un mito del teatro tramanda sino ad oggi che Tespi esista come spirito malevolo e i disastri nel teatro talvolta sono ritenuti conseguenza del suo intervento spiritico.

## Insegnamenti
Il teatro contemporaneo è stato attraversato da molteplici insegnamenti, sviluppati da maestri con visioni e approcci differenti, tra cui Konstantin Stanislavskij, Peter Brook, Giorgio Strehler ed Eugenio Barba.
1. la scelta consapevole di una forma (nella finzione drammatica il personaggio o la maschera). Un attore normalmente recita un personaggio. Nel caso di una storia vera, o una storia di un personaggio storico romanzata, un attore può recitare un personaggio reale, o una sua versione romanzata, eventualmente sé stesso. Il 'lavoro sul personaggio' è essenzialmente la ricerca della forma (tramite l'azione fisica, vocale ed emotiva) da portare sulla scena.
2. la definizione di uno spazio nel quale tale forma possa agire (il palcoscenico, tradizionale o improvvisato);
3. il tempo stabilito dell'azione (l'elemento drammaturgico, la durata di un testo o di una partitura gestuale).

È utile notare come spesso l'improvvisazione renda variabili le costanti sopra descritte, anche se è opinione corrente dei maestri di questa disciplina che solamente il rigore di uno schema predefinito renda l'attore libero di variarlo.
Lo studio del tempo è parte integrante e fondamentale dello studio dell'attore teatrale: evidente nel caso di una battuta comica, la precisione di tempo e ritmo nella parola e nell'azione determina la riuscita o meno di una scena, e spesso dell'intera rappresentazione. Questo è particolarmente determinante in ogni azione performativa che si svolga dal vivo, in cui il riscontro del pubblico è immediato: lo spettatore stesso concorre a determinare il tempo comune dell'evento teatrale, di per sé irripetibile, anche durante le repliche di uno stesso spettacolo.

## Il lavoro dell'attore

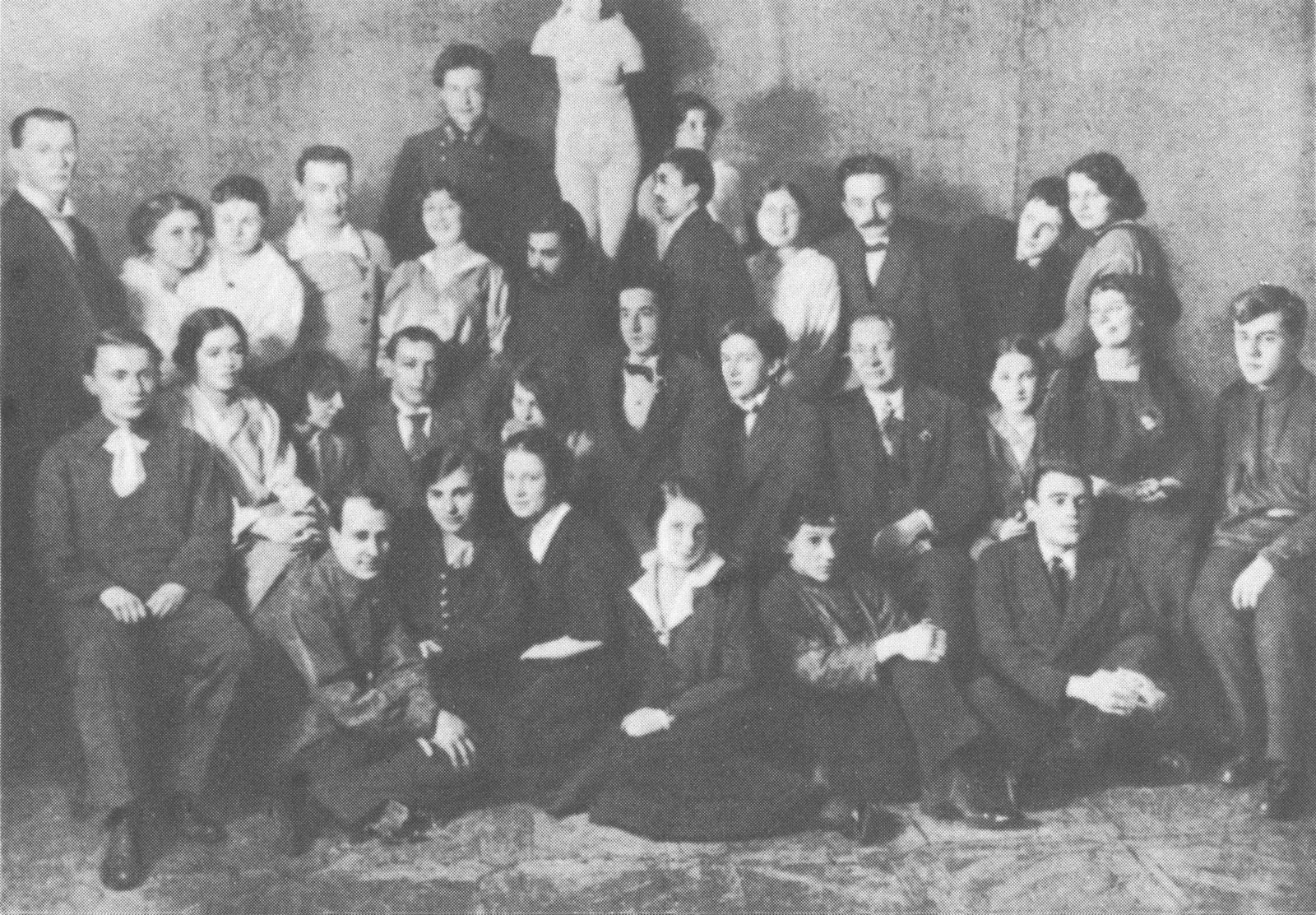
Membri del First Studio, con i quali Stanislavski iniziò a sviluppare il suo "sistema" di formazione per attori, che costituisce la base per la maggior parte della formazione professionale.

L'elemento più importante nell'apprendimento del mestiere d'attore è quello che viene definito la presenza scenica. Tale presenza è innanzitutto lo sviluppo di abilità fisiche e fisiologiche, e in particolare:
1. la duttilità e la capacità di utilizzare il proprio corpo: l'azione dell'attore si sviluppa, collegandola all'uso della parola, con la gestualità e con la mimica, in una accurata precisione prossemica. L'uso della gestualità per integrare la verbalità, interagire con gli altri attori e enfatizzare le parole o dare loro significati simbolici.
2. le possibilità offerte dell'utilizzo della voce: l'uso accurato dello strumento vocale per comunicare le caratteristiche del personaggio ed esprimerne le emozioni. Questo risultato si ottiene con l'attenzione alla dizione e all'intonazione mediante una corretta respirazione e articolazione. Si ottiene anche con il tono e l'enfasi che un attore mette nelle parole.
3. la creatività e l'ispirazione dell'attore possono essere stimolate da adeguati esercizi di rilassamento e di visualizzazione. La funzione di questi esercizi è principalmente quella di focalizzare l'attenzione cosciente sul lavoro creativo, disperdendo le frequenti tensioni legate a preoccupazioni di carattere personale o ad una più generale paura del pubblico e della prova in sé.

Gli aspetti interiori del percorso dell'attore si svolgono a diversi livelli: nello studio del personaggio, nell'osservazione che l'attore fa di se stesso come individuo e negli aspetti psicologici ed emotivi dell'attore durante l'esecuzione.
Durante molti secoli di storia, l'arte drammatica ha cercato di rispondere ai problemi, in gran parte pratici, che pone la rappresentazione di un personaggio, spesso molto lontano dall'emotività e dalla psicologia dell'esecutore.

## Premi di recitazione teatrale
- Premi Tony (teatro)
- Premio Ubu (teatro)
- Premi European Theatre (teatro)
- Premi Laurence Olivier (teatro)